# Đông du ký
Đông du ký là một bộ phim truyền hình của Singapore dựa trên những câu chuyện về Bát Tiên trong thần thoại Trung Hoa và được chuyển thể từ cuốn tiểu thuyết Trung Quốc Đông du ký (东游记) của Ngô Nguyên Thái (吴元泰) vào thế kỷ 16. Với đơn vị sản xuất là Television Corporation of Singapore (TCS; nay là MediaCorp) hợp tác với hai công ty Trung Hoa đại lục, bộ phim sở hữu các diễn viên tới từ Singapore, Đài Loan, Hồng Kông và Trung Hoa đại lục. Phim được lần đầu phát sóng tại Singapore trên kênh TCS Channel 8 từ ngày 26 tháng 11 năm 1998 tới 6 tháng 1 năm 1999.

## Cốt truyện
Vũ trụ đang bị đe dọa bởi một giáo phái ma quỷ do Thông Thiên giáo chủ lãnh đạo. Ngọc Hoàng, người cai trị tối cao của Thiên giới, ra lệnh cho Đông Hoa đế quân tìm 7 người xứng đáng nữa và lập thành một đội hình Bát Tiên nhằm ngăn chặn giáo phái. Sau khi 5 thành viên đầu tiên – Thiết Quải Lý, Hán Chung Ly, Trương Quả Lão, Lam Thái Hòa và Hà Tiên Cô – đã gia nhập, Đông Hoa lựa chọn chuyển để giúp đỡ hai thành viên còn lại – Hàn Tương Tử và Tào Quốc Cữu – sớm quy vị thành tiên hơn. Anh chuyển sinh thành Lữ Động Tân và nhận vai trò thủ lĩnh đội. Tuy nhiên, anh buộc phải vượt qua những ràng buộc tình cảm với Mẫu Đơn bởi Thiên đình cấm các vị thần yêu nhau. Một lúc nọ, Thông Thiên giáo chủ cấy một "lời nguyền máu" vào Lữ Động Tân, làm anh mất kiểm soát các giác quan của mình và trở thành xấu xa. Về sau Thông Thiên giáo chủ bị phản bội và tiêu diệt bởi thuộc hạ của mình là Xuyên Sơn Giáp rồi bị y đánh cắp sức mạn. Vì phải lòng Hà Tiên Cô, Xuyên Sơn Giáp khéo léo chi phối Bát Tiên và làm họ chống lại nhau và gây xích mích giữa họ và các vị thần khác. Rồi Bát Tiên hợp nhất sức mạnh của mình để đánh bại Xuyên Sơn Giáp, tiêu diệt phe tà ác và đem lại hòa bình cho Vũ trụ.

## Phân vai
Bát Tiên
- Mã Cảnh Đào vai Lã Động Tân, thủ lĩnh của Bát Tiên.[1][2][3]
  - Mã cũng thủ vai Đông Hoa đế quân, thế thân kiếp trước của Lã Động Tân. Anh tự nguyện chuyển sinh vào dương giới để tìm kiếm những người có khả năng làm thần và giúp họ hóa thần nhanh hơn.
- Trịnh Tú Trân vai Hà Tiên Cô,[4][5][6][7] một học trò của Cửu Thiên Huyền Nữ và Quan Âm.
- Thường Lỗ Phong vai Hàn Tương Tử, cháu của Hàn Dũ.
  - Thường còn thủ vai Phí Trưởng Phòng, thế thân kiếp trước của Hàn Tương Tử. Anh rất hiếu thảo với mẹ song cũng vô cùng bốc đồng và bướng bỉnh.
- Thẩm Y Linh vai Lam Thái Hòa, một nghệ nhân nhảy đường phố trở thành thần với sự giúp đỡ của Tôn Ngộ Không. Anh là Phi Phát tiên nhân trong kiếp trước của mình.
- Lăng Tiêu vai Trương Quả Lão, một vị đạo sĩ lập dị trở thành thần sau khi ăn phải các loại thảo mộc quý hiếm.
- Lâm Ích Thịnh vai Thiết Quải Lý, một học trò của Đạo Đức Thiên Tôn và người đầu tiên gia nhập Bát Tiên.
- Mạch Hạo Vi vai Hán Chung Ly, một cựu tướng nhà Hán trở thành thần với sự giúp đỡ của Đông Hoa.
  - Hồng Tuấn Thụy vai Mục Ngưu Đồng Tử, thế thân kiếp trước của Hán Chung Ly. Cậu bị phạt chuyển sinh xuống dương giới sau khi bất cẩn để xổng bò của Đạo Đức Thiên Tôn gây náo loạn.
- Lý Hải Kiệt vai Tào Quốc Cữu, chú ngoại của một vị hoàng đế nhà Tống và là người cuối cùng vào Bát Tiên.

Khác
- Quách Phi Lệ vai Bạch Mẫu Đơn,[8][9][10] một tỳ nữ mà Lữ Động Tân có ràng buộc tình cảm theo định mệnh. Cô trở thành chướng ngại cho nhiệm vụ của anh nhằm hợp nhất Bát Tiên vì anh buộc phải chọn giữa tình cảm của cô và lòng trung thành với đội của mình.
  - Quách còn thủ vai Mẫu Đơn tiên tử, thế thân kiếp trước của Bạch Mẫu Đơn. Cô phải lòng thần Đông Hoa và bị đày xuống dương giới vì phạm luật của Thiên đình.
- Lâm Tương Bình vai Long Tam công chúa, con gái thứ ba của Long Vương, về sau thân thế thật của cô được tiết lộ là con đẻ của Long Ma và Xuân Anh. Cô phải lòng Hàn Tương Tử và tự biến mình thành hình dạng giống Trinh Nương.
  - Lâm còn thủ vai Trinh Nương, người vợ câm nhưng đức hạnh của Phí Trưởng Phòng.
- Tạ Thiều Quang vai Xuyên Sơn Giáp, một con quỷ phản bội có tình cảm với Hà Tiên Cô. Anh ta phản bội Thông Thiên giáo chủ, đánh cắp sức mạnh của ông ta rồi tìm cách tiêu diệt Bát Tiên nhằm chiếm đoạt Hà Tiên Cô cho riêng mình.
- Hồng Tuệ Phương vai Xuân Anh, góa phụ của Long Ma và mẹ của Long Tam. Bà đã từng là một thuộc hạ dưới trướng Thông Thiên giáo chủ và thực hiện một số hành vi xấu xa nhằm tiêu diệt Lữ Động Tân và trả thù cho chồng mình. Tuy nhiên, bà đã cảm động trước lòng hiếu thảo của con gái và hối cải, quay lại con đường hoàn lương.

## Phát sóng quốc tế
| Nước     | Kênh phát sóng | Ngày ra mắt         | Nguồn |
| -------- | -------------- | ------------------- | ----- |
| Việt Nam | VTV3           | 18 tháng 7 năm 2008 | [ 9 ] |

## Phần tiếp theo
Năm 2016, Mã Cảnh Đào tái thể hiện vai Lã Động Tân trong phim truyền hình web mang tên Đông Du Ký Chi Bát Tiên Phục Ma, được cho là bản làm lại của Đông du ký.